# Wojciech Chmielewski (menedżer)
Wojciech Grzegorz Chmielewski (ur. 3 grudnia 1970) – polski menedżer, nauczyciel akademicki i urzędnik państwowy, doktor nauk społecznych, podsekretarz stanu w Ministerstwie Skarbu Państwa w 2015.

## Życiorys
W latach 1990–1995 studiował filologię polską na Uniwersytecie Wrocławskim, w 1998 ukończył na tej uczelni politologię. Następnie podjął studia podyplomowe w zakresie polityki publicznej w Europie na Uniwersytecie Strasburskim (1995–1998). W latach 1998–2000 kształcił się w Studium Integracji Europejskiej Uniwersytetu Warszawskiego oraz w Krajowej Szkole Administracji Publicznej. W 2000–2004 odbył studia III stopnia na Wydziale Zarządzania Uniwersytetu Warszawskiego. Stopień naukowy doktora nauk o zarządzaniu uzyskał w 2022 na tym wydziale na podstawie rozprawy Mapping the factors of increasing the company’s value as the basis for managing the value of enterprises from the Information and Communication Technology sector from the USA, the European Union and China.
W 2000 rozpoczął pracę w urzędach centralnych, został zatrudniony w Ministerstwie Skarbu Państwa. W 2012 awansowany na dyrektora Departamentu Prywatyzacji (później: Przekształceń Własnościowych i Prywatyzacji). Odpowiadał za przygotowanie i przeprowadzenie prywatyzacji spółek branży energetycznej, m.in.: „Tauronu”, Lubelskiego Węgla „Bogdanki”, Zespołu Elektrowni „Pątnów–Adamów–Konin”, Jastrzębskiej Spółki Węglowej i Zakładów Górniczo-Hutniczych „Bolesław”. Z urzędu zasiadał w radach nadzorczych wielu spółek skarbu państwa, m.in. Agencji Rozwoju Przemysłu, Polskiego Górnictwa Naftowego i Gazownictwa, Stoczni „Gdynia” i „Enei” (gdzie od 2015 przewodniczył radzie).
23 lipca 2015 minister Andrzej Czerwiński powołał go na stanowisko wiceministra w randze podsekretarza stanu, dla objęcia wakatu po Rafale Baniaku. 22 listopada 2015 minister Dawid Jackiewicz odwołał go ze stanowiska, przywracając do poprzedniej funkcji. W styczniu 2016 zakończył pracę w ministerstwie i uruchomił działalność konsultingową. Od 1 września 2017 zatrudniony w Katedrze Finansów i Rachunkowości Wydziału Zarządzania Uniwersytetu Warszawskiego na stanowisku adiunkta.
Biegle posługuje się językiem angielskim i francuskim.